# Gwon Yul
Gwon Yul (1537-1599) foi um general do exército coreano e o comandante-em-chefe (도원수, 導元帥) da dinastia Joseon, que obteve êxito ao liderar as forças coreanas contra o Japão durante a Guerra Imjin (임진왜란). Ele é mais conhecido pela Batalha de Haengju (행주대첩; 幸州大捷) onde derrotou uma força de cerca de 30.000 japoneses com 2.800 tropas.